# Лісоматеріали
Лісоматеріали — матеріали з деревини, що зберегли природну фізичну структуру і хімічний склад, та отримані з повалених дерев, хлистів (або з їх частин) шляхом поперечного та (або) поздовжнього поділу для подальшого використання чи перероблення і технологічна тріска.
Під цими видами поділу йдеться про: пиляння, розколювання, стругання, лущення, фрезерування і подрібнення. Відповідно до виду розділення лісоматеріали бувають круглі та колоті.

## Сортність
За якісними ознаками лісоматеріали діляться на чотири сорти. При встановленні сортності передбачається поділ хлиста на комлеву, серединну і вершину частину. Комлева деревина має найвищі фізико-механічні показники й не має живих сучків на бічній поверхні. У серединній частині хлиста присутня найбільша кількість зарослих та тютюнових сучків. Найбільша кількість здорових сучків різних розмірів на вершинній частині.

## Вимірювання лісоматеріалів

##### Методи вимірювання об'єму круглих лісоматеріалів
Існують два основні методи визначення об'єму круглих лісоматеріалів:
- за кількістю обмірюваних за один цикл лісоматеріалів ;
- за принципом вимірювання .

Основою усіх методів, котрі використовують в офіційних стандартах є вимірювання методом безпосередньої взаємодії з вимірюваним об'єктом (контактні методи). Саме на них орієнтовані згадані вище класифікації.
Завдяки великій кількості досліджень та наукових й технічних розробок нині з'явилася велика кількість нових методів, які володіють властивостями, котрі неспроможні відобразити традиційні методи виміру. В основу сучасних розробок покладена реєстрація відбитого випромінювання (різноманітної природи) від вимірюваного об'єкта і детальної комп'ютерної обробки результатів реєстрації. Побудовані за таким принципом системи належать до безконтактних методів вимірювання. Такий підхід забезпечує такі переваги:
- відсутність безпосереднього контакту з об'єктом вимірювання;
- відсутність впливу людського фактора на результат вимірювання;
- висока точність;
- відсутність різниці у кількості вимірюваних колод;
- висока продуктивність.

Враховуючи наведені аргументи, можна ввести нову класифікацію методів вимірювання об'єму круглих лісоматеріалів, яка враховує можливості сучасних розробок. Ці методи можна класифікувати за способом взаємодії з колодою під час вимірювання (рис. 1).

Рис. 1. Методи вимірювання об'єму круглих лісоматеріалів за способом взаємодії з колодою

Зазначимо, що майже усі контактні методи визначення об'єму круглих лісоматеріалів дають суттєві похибки, які є більшими від затверджених державними стандартами. З іншого боку, усі ці методи є доволі трудомісткими та їх важко автоматизувати. Окрім того, значний вплив на результат при застосуванні контактних методів має так званий людський фактор, що може призвести до похибки якої завгодно величини.
Вище перелічені недоліки не характерні для безконтактних методів вимірювання. Саме в цьому напрямі зараз проходять інтенсивні дослідження з пошуку оптимальних методів як з точки зору точності, так і швидкодії й мінімізації затрат. Якщо взяти за основний критерій природу реєстрованого випромінювання, то можна виокремити три основних напрями досліджень:
- оптичні методи;
- ультразвукові методи;
- фотометричні методи.

Оптичні та ультразвукові методи визначення об'єму під час вимірювань реєструють випромінювання джерелом якого є вони самі. Це призводить до певного ускладнення технології та потребує застосування допоміжного обладнання. Для вимірювання параметрів об'єкта на основі отриманого за допомогою фото- чи відеокамер зображення застосовують природне освітлення. Саме у цьому аспекті фотометричний метод найменш вимогливий до кількості та складності обладнання, яке застосовують. Якщо у підприємства нема потреби контролювати внутрішню структуру круглих лісоматеріалів, то найдоцільніше застосовувати фотометричні методи вимірювання.